# Makalamabedi Airport
Makalamabedi Airport är en flygplats i Botswana.   Den ligger i distriktet Central, i den centrala delen av landet, 500 km norr om huvudstaden Gaborone. Makalamabedi Airport ligger 939 meter över havet.
Terrängen runt Makalamabedi Airport är mycket platt. Trakten runt Makalamabedi Airport är nära nog obefolkad, med mindre än två invånare per kvadratkilometer.. Närmaste större samhälle är Makalamabedi, 9,9 km väster om Makalamabedi Airport.
Omgivningarna runt Makalamabedi Airport är huvudsakligen savann.